# Stheneboea ornatissima
Stheneboea ornatissima är en insektsart som beskrevs av Brunner von Wattenwyl 1907. Stheneboea ornatissima ingår i släktet Stheneboea och familjen Phasmatidae. Inga underarter finns listade i Catalogue of Life.